# 레이철 아만다
레이철 아만다(Rachel Amanda, 1995년 1월 1일 ~ )는 인도네시아의 배우 겸 가수이다.